# Эстерлей, Карл Вильгельм Фридрих
Карл Вильгельм Фридрих Эстерлей (нем. Carl Wilhelm Friedrich Oesterley; 1805—1891) — немецкий художник.

## Биография
Карл Вильгельм Фридрих Эстерлей родился 22 июня 1805 года в городе Гёттингене.
Прослушал курс теории и истории изящных искусств в Геттингенском университете и, получив там степень доктора наук, в 1824 году отправился в Дрезден, где учился живописи у Маттеи (нем. Johann Gottlob Matthäi; 1753–1832) и написал под его руководством свою первую большую картину: «Гец фон Берлихенген в гейльброннской темнице».
В 1827—1828 г.г. проживал в Италии, изучая искусство старинных флорентийских мастеров, и по возвращении в Геттинген поступил в университет доцентом, в котором был потом экстраординарным (с 1831 года) и ординарным (с 1842 года) профессором истории искусства.
В 1832 году совместно с Карлом Отфридом Мюллером издал увраж: «Denkmäler der alten Kunst», в 1836 году посетил Дюссельдорф, где написал картину «Дочь Иеффая», а затем, получив поручение украсить придворную церковь в Ганновере фреской «Воскресение Христово», пробыл некоторое время в Мюнхене, чтобы лучше изучить с технику фресковой живописи.

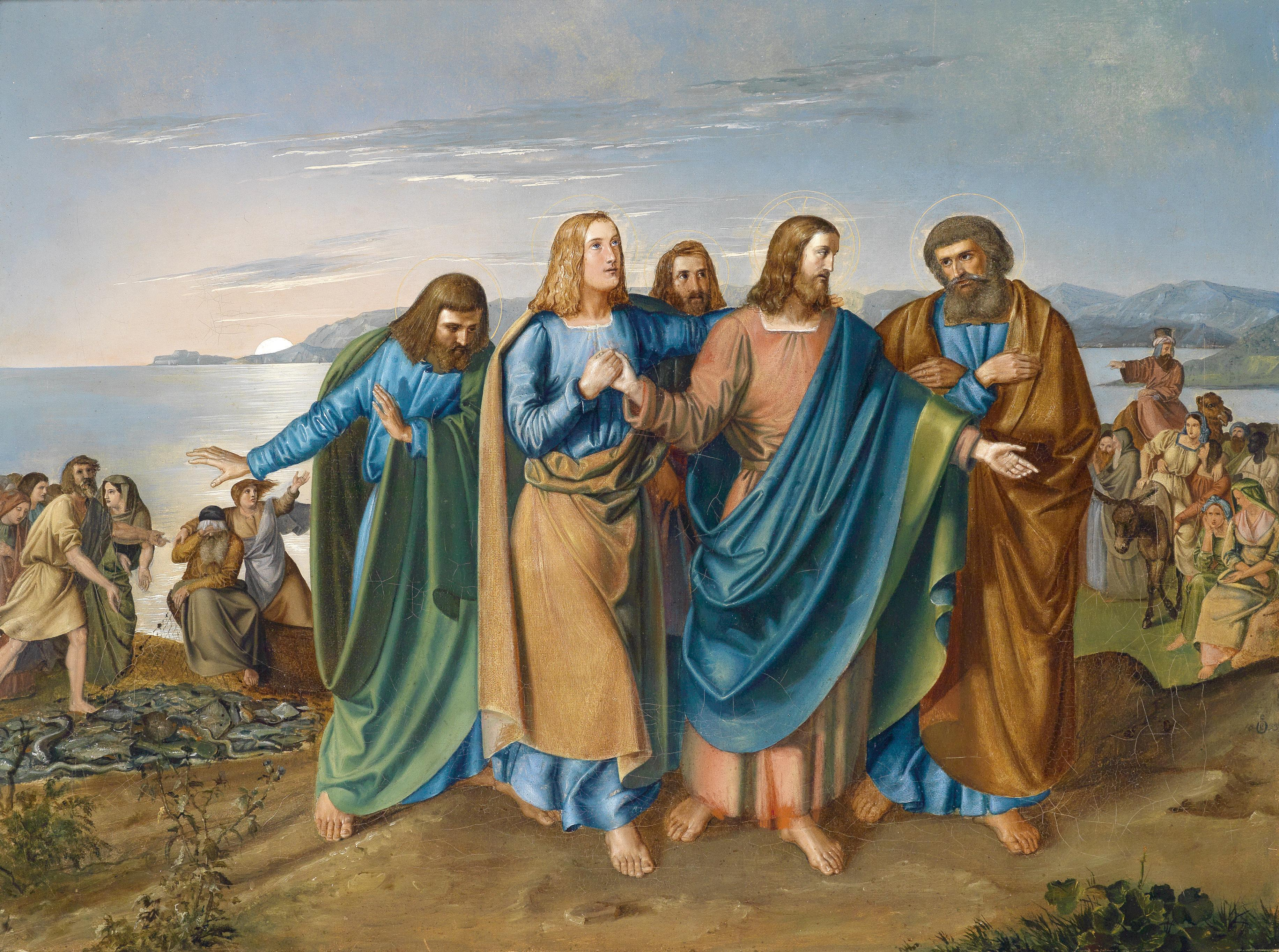

В 1842 году совершил вояж в столицу Франции город Париж, а в 1844 году вновь приехал в Дюссельдорф, где написал одну из лучших своих картин «Христос и Агасфер».
Из прочих многочисленных произведений этого художника обдуманностью композиции, приятностью красок, тщательной законченностью и вообще характером своего исполнения напоминающих работы Шадова наиболее удачные — «Христос благословляет детей» (1841), «Встреча Данте с Беатриче в Раю» (1845), «Ленора и её мать, из баллады Бюргера» (1847), «Приидите ко мне вси труждающиеся и обремененнии» (1851; находится у А. Сомова, в СПб.), «Распятие» (1852, в церкви Лаккумского монастыря), «Мемлинг в госпитале в Брюгге» (1866) и картоны для расписных стекол в окна церкви Ганноверского дворца.
В ряду портретных работ художника заслуживают внимания портреты Шлоссера, Гервинуса, ганноверского короля Эрнста-Августа и Агнессы Шуберт.
Помимо этого им были выполнены 18 офортных гравюр различного содержания и 13 литографий на сюжеты из пьесы Фридриха Шиллера «Вильгельм Тель».
Карл Вильгельм Фридрих Эстерлей умер 29 марта 1891 года в городе Ганновере.
Его сын Карл Август Генрих Фердинанд (нем. Karl (Carl) August Heinrich Ferdinand Oesterley; 1839—1930) также посвятил свою жизнь искусству и стал художником.